# Valby
Valby é um dos dez distritos em que se divide a cidade de Copenhaga/Copenhague, capital da Dinamarca. Valby cobre uma área de  9,23 km², e tem uma população de 46.161 habitantes, correspondendo a uma densidade populacional de  5.002 por km². O Jardim Zoológico de Copenhaga(Københavns Zoologiske Have) fica a 10 minutos do centro de Valby. Toftegårds Plads é a principal praça de Valby, que possui uma árvore de Natal,durante a época do Natal during the Christmas season. 
Neste distrito fica a sede da famosa cerveja Carlsberg , da farmacêutica Lundbeck e da produtora de filmes Nordisc Films